# 1997年の日本公開映画
- 映画 > 映画の一覧 > 年度別日本公開映画 > 1997年の日本公開映画
- 映画 > 1997年の映画 > 1997年の日本公開映画

1997年の日本公開映画（1997ねんのにほんこうかいえいが）では、1997年（平成9年）1月1日から同年12月31日までに日本で商業公開された映画の一覧を記載。作品名の右の丸括弧内は製作国を示す。
記載の凡例については年度別日本公開映画#凡例を参照

## 作品一覧

### 1月
- 4日
  - 平成名探 阪田京介 ( 日本)
- 11日
  - BUGS ( 日本)
  - バーブ・ワイヤー/ブロンド美女戦記 ( アメリカ合衆国)
- 15日
  - アンフォゲタブル ( アメリカ合衆国)
  - 月下の恋 ( イギリス/ アメリカ合衆国)
  - サバイビング・ピカソ ( アメリカ合衆国)
  - 2ガールズ ( アメリカ合衆国)
  - 流れ板七人 ( 日本)
- 18日
  - アメリカン・バイオレンス ( アメリカ合衆国)
  - 渇きの街 ( 日本)
  - グリマーマン ( アメリカ合衆国)
  - フェノミナン ( アメリカ合衆国)
- 24日
  - アディクション ( アメリカ合衆国)
- 25日
  - ある貴婦人の肖像 ( イギリス/ アメリカ合衆国)
  - エビータ ( アメリカ合衆国)
  - 俺たちは天使だ ( フランス)
  - クラッシュ ( カナダ)
  - しずかなあやしい午後に ( アメリカ合衆国)
  - スティーヴン・キング/痩せゆく男 ( アメリカ合衆国)
  - 僕のボーガス ( アメリカ合衆国)
  - 欲望の街・古惑仔 I ( イギリス領香港)
  - リディキュール ( フランス)

### 2月
- 1日
  - アメリカの災難( アメリカ合衆国)
  - 彼女は最高( アメリカ合衆国)
  - BOYS( アメリカ合衆国)
  - ヘルレイザー4( アメリカ合衆国)
  - アウターゴールド( アメリカ合衆国)
  - ミルドレッド( アメリカ合衆国/ フランス)
  - 哀しみのスパイ( フランス)
  - ナッシング・パーソナル( アイルランド/ イギリス)
  - パラサイト・イヴ( 日本)
  - THE DEFENDER( 日本)
  - truth( 日本)
- 8日
  - セルロイド・クローゼット( アメリカ合衆国)
  - マイ・ルーム( アメリカ合衆国)
  - ラストマン・スタンディング( アメリカ合衆国)
  - 夜半歌聲/逢いたくて、逢えなくて( イギリス領香港)
  - 桂子ですけど( 日本)
- 15日
  - すべてをあなたに( アメリカ合衆国)
  - 身代金( アメリカ合衆国)
  - 小さな贈りもの( アメリカ合衆国)
  - シェイド( アメリカ合衆国)
  - さまよう魂たち( ニュージーランド/ アメリカ合衆国)
  - リチャード三世( イギリス)
  - エキゾチカ( カナダ)
  - 蝶の夢( イタリア/ フランス)
  - 欲望の街・古惑仔 II/台湾立志伝( イギリス領香港)
  - ユメノ銀河( 日本)
  - ひみつの花園( 日本)
  - もうDEBUなんて言わせない!( 日本)
  - 恋と花火と観覧車( 日本)
  - プロゴルファー織部金次郎4 シャンク シャンク シャンク( 日本)
- 22日
  - 不倫の公式( フランス)
  - SAWADA 青森からベトナムへ ピュリッツァー賞カメラマン沢田教一の生と死( 日本)

### 3月
- 1日
  - THE CROW/ザ・クロウ ( アメリカ合衆国)
  - ジャック ( アメリカ合衆国)
  - 聖週間 ( ポーランド/ ドイツ/ フランス)
  - 必殺始末人（ 日本）
  - 復讐 THE REVENGE 運命の訪問者（ 日本）
  - FLIRT/フラート ( アメリカ合衆国)
  - 僕は、パリに恋をする ( アメリカ合衆国)
  - マイケル・コリンズ ( イギリス/ アイルランド/ アメリカ合衆国)
  - マルセリーノ・パーネ ヴィーノ ( イタリア/ フランス/ スペイン)
  - ライダウン・ウィズ・ドッグス ( アメリカ合衆国)
- 5日
  - いちご同盟（ 日本）
- 7日
  - 不思議の国のゲイたち（ 日本）
- 8日
  - 101 ( アメリカ合衆国)
  - ザ☆ドラえもんズ 怪盗ドラパン謎の挑戦状!（ 日本・アニメ）
  - 死んでしまったら私のことなんか誰も話さない ( スペイン)
  - スタートレック ファーストコンタクト（ アメリカ合衆国）
  - ダンテズ・ピーク ( アメリカ合衆国)
  - 東映アニメフェア（ 日本・アニメ）
    - ゲゲゲの鬼太郎 おばけナイター
    - 地獄先生ぬ〜べ〜 午前0時ぬ〜べ〜死す!
    - 花より男子

  - ドラえもん のび太のねじ巻き都市冒険記（ 日本・アニメ）
  - ねらわれた学園 THE MESSIAH FROM THE FUTURE（ 日本）
  - ふくろうの叫び ( フランス/ イタリア)
  - ラブ・セレナーデ ( オーストラリア)
- 15日
  - 新世紀エヴァンゲリオン劇場版 シト新生（ 日本・アニメ）
  - 瀬戸内ムーンライト・セレナーデ （ 日本）
  - そして僕は恋をする ( フランス)
  - 夏時間の大人たち　HAPPY-GO-LUCKY（ 日本）
  - ハイリスク ( イギリス領香港)
  - フィーリング・ミネソタ ( アメリカ合衆国)
  - THE DOG OF FLANDERS 劇場版 フランダースの犬（ 日本・アニメ）
  - リトル・シスター ( オランダ)
- 20日
  - マーズ・アタック!（ アメリカ合衆国）
- 22日
  - クリフ・セブン ( アメリカ合衆国)
  - シャイン ( オーストラリア)
  - パリ、18区、夜。 ( フランス)
  - 百一夜 ( フランス/ イギリス)
- 29日
  - エボラ・シンドローム ( イギリス領香港)
  - 陽炎3 （ 日本）
  - 樹の上の草魚（ 日本）
  - 恋する天使 ( イギリス領香港)
  - コーカサスの虜 ( カザフスタン/ ロシア)
  - ゴースト&ダークネス ( アメリカ合衆国)
  - ドタキャン・パパ ( アメリカ合衆国)
  - パブリック・アクセス ( アメリカ合衆国)
  - ルイーズとケリー ( オーストラリア)

### 4月
- 5日
  - 愛と勇気の翼 ( アメリカ合衆国/ フランス)
  - あなたに逢いたくて ( アメリカ合衆国/ スペイン)
  - エクセプション 殺意のダイヤモンド ( アメリカ合衆国)
  - ザ・コマンド ( アメリカ合衆国)
  - 太陽の少年 ( 中国/ イギリス領香港)
  - デビル ( アメリカ合衆国)
  - どケチ ピーやん物語( 日本)
  - 熱帯魚 ( 台湾)
  - ブコバルに手紙は届かない ( ユーゴスラビア/ イタリア/ アメリカ合衆国)
  - WiLd LIFe jump into the dark( 日本)
- 9日
  - 誘惑の恋人たち ( アメリカ合衆国)
- 12日
  - ウルトラニャン 星空から舞い降りたふしぎネコ( 日本・アニメ)
  - ウルトラマンゼアス2 超人大戦・光と影( 日本)
  - 奇跡の海 ( デンマーク/ スウェーデン/ フランス/ オランダ/ アイスランド)
  - シェフとギャルソン、リストランテの夜 ( アメリカ合衆国)
  - スリーパーズ ( アメリカ合衆国)
  - 天国の約束 ( アメリカ合衆国)
  - ヘルメス－愛は風の如く( 日本・アニメ)
  - 憂鬱な楽園 ( 台湾/ 日本)
- 19日
  - Emma エマ ( イギリス/ アメリカ合衆国)
  - 鬼火( 日本)
  - カーマ・スートラ/愛の教科書 ( イギリス)
  - 傷だらけの天使( 日本)
  - クレヨンしんちゃん 暗黒タマタマ大追跡( 日本・アニメ)
  - 心のおもむくままに ( イタリア/ フランス/ ドイツ)
  - 人間椅子( 日本)
  - ネゴシエーター ( アメリカ合衆国)
  - パウダー ( アメリカ合衆国)
  - 冒険王 ( イギリス領香港)
  - 名探偵コナン 時計じかけの摩天楼( 日本・アニメ/大阪だけは4月26日公開)
  - 野獣の瞳 ( イギリス領香港)
  - ラスト・ハンター/非情の標的 ( アメリカ合衆国)
  - ロミオ+ジュリエット( アメリカ合衆国)
- 26日
  - あこがれ美しく燃え ( スウェーデン/ デンマーク)
  - イングリッシュ・ペイシェント ( アメリカ合衆国)
  - クルーシブル ( アメリカ合衆国)
  - グレイス・オブ・マイ・ハート ( アメリカ合衆国)
  - しあわせはどこに ( フランス)
  - 祝祭 ( 韓国)
  - スペース・ジャム ( アメリカ合衆国)
  - ドイツチェーンソー大量虐殺 ( ドイツ)
  - ロング・キス・グッドナイト ( アメリカ合衆国)

### 5月
- 3日
  - イルマ・ヴェップ ( フランス)
  - 秋桜 ( 日本)
  - フル・スロットル 烈火戦車 ( イギリス領香港)
  - MISTY ( 日本)
- 9日
  - 愛の誕生 ( フランス/ スイス)
- 10日
  - 絹の叫び ( フランス/ スイス/ ベルギー)
  - 失楽園 ( 日本)
  - バッドフェロー ( アメリカ合衆国)
  - フープ・ドリームス ( アメリカ合衆国)
  - フランキー・ザ・フライ ( アメリカ合衆国)
- 17日
  - イゴールの約束 ( ベルギー/ フランス/ ルクセンブルク/ チュニジア)
  - ヴィルコの娘たち ( ポーランド)
  - 恋は舞い降りた。 ( 日本)
  - ザ・エージェント ( アメリカ合衆国)
  - 變臉 この櫂に手をそえて ( 中国/ イギリス領香港)
  - マイケル ( アメリカ合衆国)
  - 夜曲/シューベルト愛の鼓動 ( フランス/ オーストリア)
  - 野獣死すべし/復讐篇( 日本)
  - ラジュー出世する ( インド)
- 24日
  - うなぎ ( 日本)
  - 極道修行/決着 ( 韓国/ 日本)
  - KOKKURI こっくりさん ( 日本)
  - ファースト・ワイフ・クラブ ( アメリカ合衆国)
  - フューネラル ( アメリカ合衆国)
  - マキシマム・リスク ( アメリカ合衆国)
  - 目撃 ( アメリカ合衆国)
  - 八日目 ( ベルギー/ フランス/ イギリス)
  - ライフ・ウィズ・スウィート ( イギリス)
- 31日
  - 黒い下着の女 雷魚 ( 日本)
  - スター・ウォーズ 特別編( アメリカ合衆国)
  - 008 皇帝ミッション ( イギリス領香港)
  - 太陽に抱かれて( アメリカ合衆国)
  - 復讐 THE REVENGE 消えない傷痕 ( 日本)
  - 香港大夜総会 タッチ&マギー ( 日本)
  - 夜の子供たち ( フランス)
  - レリック( アメリカ合衆国/ 日本/ ドイツ/ イギリス)

### 6月
- 7日
  - バスキア ( アメリカ合衆国)
  - チェンバー 凍った絆 ( アメリカ合衆国)
  - 欲望の媚薬 ( アメリカ合衆国)
  - ブレイク・スルー/クレイゴ島からの脱出 ( アメリカ合衆国)
  - 妻の恋人、夫の愛人 ( イギリス)
  - テロ2000年 集中治療室 ( ドイツ)
  - タイム・リープ( 日本)
  - 暗殺の街 極道捜査線( 日本)
  - 誘拐( 日本)
- 14日
  - ライアー ライアー ( アメリカ合衆国)
  - ベガス・バケーション ( アメリカ合衆国)
  - SET IT OFF ( アメリカ合衆国)
  - ロスト・ハイウェイ ( アメリカ合衆国/ フランス)
  - 君が、嘘をついた。 ( フランス)
  - コーリャ 愛のプラハ ( チェコ/ イギリス/ フランス)
  - セイント・クララ ( イスラエル)
  - ラヴ&カタストロフィ ( オーストラリア)
  - エンジェル・ベイビー ( オーストラリア)
  - ミラクル・マスクマン/恋の大変身 ( イギリス領香港)
  - ドラゴン危機一発'97 ( イギリス領香港)
  - われらの歪んだ英雄 ( 韓国)
- 21日
  - ウェルカム・ドールハウス ( アメリカ合衆国)
  - 悪魔たち、天使たち ( アメリカ合衆国)
  - 真夏の出来事 ( アメリカ合衆国)
  - ジョン・ランディスのステューピッド/おばかっち地球防衛大作戦 ( アメリカ合衆国)
  - 尾行 ( フランス)
  - 豚が井戸に落ちた日 ( 韓国)
  - 岸和田少年愚連隊 血煙り純情篇( 日本)
  - ドリーム・スタジアム Dream Stadium( 日本)
  - 東京夜曲( 日本)
- 28日
  - セイント ( アメリカ合衆国)
  - キングピン/ストライクへの道 ( アメリカ合衆国)
  - 鉄塔武蔵野線( 日本)
  - 極道黒社会 RAINY DOG( 日本)

### 7月
- 5日
  - スター・ウォーズ 帝国の逆襲 特別編( アメリカ合衆国)
  - クローンズ( アメリカ合衆国)
  - バウンド( アメリカ合衆国)
  - ネオン・バイブル( イギリス
  - ハスラー・ホワイト( ドイツ/ カナダ/ ドイツ/ 日本)
  - アントニア( オランダ/ ベルギー/ イギリス)
  - 世界の涯てに( 香港)
  - 食神( 香港)
  - いさなのうみ( 日本)
  - 爆走兄弟レッツ&ゴー!! 暴走ミニ四駆大追跡!( 日本・アニメ)
- 6日
  - ウォーターメロン・ウーマン( アメリカ合衆国)
- 12日
  - ロスト・ワールド/ジュラシック・パーク( アメリカ合衆国)
  - 乱気流/タービュランス( アメリカ合衆国)
  - シド・アンド・ナンシー( イギリス)
  - ペダル・ドゥース( フランス)
  - アンナ・オズ( フランス/ イタリア/ スイス)
  - もののけ姫( 日本・アニメ)
  - 東映アニメフェア( 日本・アニメ)
    - 地獄先生ぬ〜べ〜 恐怖の夏休み!!妖しの海の伝説
    - ゲゲゲの鬼太郎 妖怪特急! まぼろしの汽車
    - キューティーハニーF
    - たまごっちホントのはなし
- 19日
  - 愛さずにはいられない( アメリカ合衆国)
  - サボタージュ( アメリカ合衆国)
  - ギャング・イン・ブルー( アメリカ合衆国)
  - ピーター・グリーナウェイの枕草子( イギリス/ フランス/ オランダ)
  - SHOAH ショア( フランス)
  - テシス 次に私が殺される( スペイン)
  - 浮き雲( フィンランド)
  - 永遠なる帝国( 韓国)
  - 良寛( 日本)
  - 新世紀エヴァンゲリオン劇場版 Air/まごころを、君に( 日本・アニメ)
  - 学校の怪談3( 日本)
- 26日
  - スター・ウォーズ ジェダイの復讐 特別編( アメリカ合衆国)
  - ヘラクレス( アメリカ合衆国・アニメ)
  - モンド( フランス)
  - キラークィーン舌を巻く女( スペイン)
  - 炎の大捜査線2 ( 香港)
  - 20世紀ノスタルジア( 日本)
  - それいけ!アンパンマン 虹のピラミッド( 日本・アニメ)

### 8月
- 1日
  - ジャングル大帝( 日本・アニメ)
- 2日
  - ウォレスとグルミット、危機一髪! ( イギリス)
  - 永遠の夢/ネス湖伝説 ( イギリス)
  - 輝きの大地 ( アメリカ合衆国/ 南アフリカ共和国)
  - スレイヤーズぐれえと( 日本・アニメ)
  - 17 セブンティーン ( アメリカ合衆国)
  - ティコ・ムーン ( フランス/ ドイツ/ イタリア)
  - 天地無用! 真夏のイヴ( 日本・アニメ)
  - バットマン & ロビン Mr.フリーズの逆襲( アメリカ合衆国)
  - 日蔭のふたり ( イギリス)
  - 百貨店大百科 ( フランス)
  - ラリー・フリント ( アメリカ合衆国)
- 9日
  - デボラがライバル DEBORAH, THE RIVAL( 日本)
  - ときめきメモリアル( 日本)
- 9日
  - 悦楽共犯者 ( チェコ/ イギリス/ スイス)
- 16日
  - 心の指紋 ( アメリカ合衆国)
  - スピード2 ( アメリカ合衆国)
  - フリー・ウィリー3 ( アメリカ合衆国)
  - ポストマン・ブルース( 日本)
  - 百合の伝説 シモンとヴァリエ ( カナダ)
- 22日
  - アンドレとウォーリーB.の冒険 ( アメリカ合衆国)
  - コフィー ( アメリカ合衆国)
- 23日
  - 金魚の一生( 日本)
  - スクリーム ( アメリカ合衆国)
  - 二人が喋ってる。( 日本)
  - ピョンヤン・ダイアリー ( オーストラリア/ 日本)
- 30日
  - 愛の黙示録　尹鶴子の生涯( 韓国/ 日本)
  - インディラ ( インド)
  - 男と女、嘘つきな関係 ( フランス)
  - CAT'S EYE キャッツ・アイ( 日本)
  - 殺し屋&嘘つき娘( 日本)
  - ザ・ターゲット( アメリカ合衆国)
  - シャ乱Qの演歌の花道( 日本)
  - 何もかも百回も言われたこと( 日本)
  - パルーカヴィル ( アメリカ合衆国)
- 31日
  - 夕べの星 ( アメリカ合衆国)

### 9月
- 1日
  - 鬼畜大宴会( 日本)
- 6日
  - 素晴らしき日( アメリカ合衆国)
  - ボディ・バンク( アメリカ合衆国)
  - ボーマルシェ フィガロの誕生( フランス)
  - マザー、サン( ドイツ/ ロシア)
  - 私たちが好きだったこと( 日本)
  - 釣りバカ日誌9( 日本)
  - 恋極道( 日本)
  - 悪の華( 日本)
- 13日
  - フィフス・エレメント( アメリカ合衆国)
  - コンタクト( アメリカ合衆国)
  - アナコンダ( アメリカ合衆国)
  - スウィンガーズ( アメリカ合衆国)
  - ジョンズ ( アメリカ合衆国)
  - NICO ICON ニコ・イコン ( ドイツ)
  - ハーモニー ( オーストラリア)
  - OL忠臣蔵 ( 日本)
- 20日
  - 家族の気分 ( フランス)
  - ミクロコスモス ( フランス/ スイス/ イタリア)
- 25日
  - アジアの瞳 ( ポルトガル/ 日本)
- 26日
  - スウィッチブレイド・シスターズ ( アメリカ合衆国)
- 27日
  - 秘密の絆 ( アメリカ合衆国)
  - 恋におぼれて ( アメリカ合衆国)
  - ホワイトハウスの陰謀 ( アメリカ合衆国)
  - 危険な動物たち ( アメリカ合衆国)
  - ネイティブ・ハート ( アメリカ合衆国)
  - 地獄のサイバーウェポン ( アメリカ合衆国)
  - 復讐の処刑コップ ( アメリカ合衆国)
  - チャンス! ( アメリカ合衆国)
  - プロヴァンスの恋 ( フランス)
  - ある老女の物語 ( オーストラリア)
  - クワイエット・ルーム ( オーストラリア)
  - デス&コンパス ( メキシコ/ 日本/ アメリカ合衆国)
  - ブエノスアイレス ( 香港)
  - ブルース・リーの生と死 ( 香港)
  - 30 - thirty –( 日本)
  - HAPPY PEOPLE/ハッピーピープル( 日本)
  - マルタイの女( 日本)

### 10月
- 4日
  - 愛する（ 日本）
  - GO NOW （ イギリス）
  - 新・欲望の街I ( 香港)
  - タクシー ( スペイン/ フランス)
  - ベスト・フレンズ・ウェディング ( アメリカ合衆国)
  - ベント/堕ちた饗宴（ イギリス）
  - Lie lie Lie（ 日本）
- 10日
  - ご存知!ふんどし頭巾（ 日本）
  - シングル・ガール ( フランス)
  - スノーホワイト ( アメリカ合衆国)
  - 地球交響曲 ガイアシンフォニー 第三番（ 日本）
  - 陽だまりの庭で ( フランス)
  - ラブ・アンド・ウォー ( アメリカ合衆国)
- 11日
  - シェフ・イン・ラブ ( フランス/ グルジア)
  - ドリフトウッド/硝子の檻 ( アイルランド)
  - ビースト 獣の日 ( スペイン)
- 18日
  - アメリカン・バッファロー ( アメリカ合衆国)
  - 鍵（ 日本）
  - GOING WEST 西へ…（ 日本）
  - 世界中がアイ・ラヴ・ユー ( アメリカ合衆国)
  - ダブルチーム ( アメリカ合衆国)
  - 東京日和 （ 日本）
  - バウンス ko GALS（ 日本）
  - ファングルフ/月と心臓 ( アメリカ合衆国)
  - 不機嫌な果実 （ 日本）
  - ボルケーノ ( アメリカ合衆国)
  - マンハッタン・ラプソディ ( アメリカ合衆国)
  - 身も心も（ 日本）
- 25日
  - 明日に流れる川 ( 韓国)
  - 女盗賊プーラン ( インド)
  - コン・エアー ( アメリカ合衆国)
  - 太陽に暴かれて ( 中国)
  - DRIVE破壊王 ( 日本/ アメリカ合衆国)
  - ネイティブ・ハート( アメリカ合衆国)

### 11月
- 1日
  - 陰謀のセオリー ( アメリカ合衆国)
  - 喝采の扉 ( 香港)
  - カーテンコール ( イギリス)
  - 新・欲望の街 ( 香港)
  - バッドデイズ ( アメリカ合衆国)
  - 秘密の子供 ( フランス)
  - 萌の朱雀 ( 日本)
- 4日
  - D坂の殺人事件 ( 日本)
- 8日
  - かたつもり ( 日本)
  - 魂を救え! ( フランス)
  - 沈黙の断崖 ( アメリカ合衆国)
  - 時をかける少女 ( 日本)
  - なにわ忠臣蔵  ( 日本)
  - 20歳の死 ( フランス)
  - ファーザーズ・デイ ( アメリカ合衆国)
  - 見覚えのある他人 ( フランス)
  - ラヂオの時間 ( 日本)
  - ロミーとミッシェルの場合 ( アメリカ合衆国)
- 15日
  - イベント・ホライゾン ( イギリス/ アメリカ合衆国)
  - さまよえる人々 ( オランダ/ ドイツ/ ベルギー)
  - スティーヴン・キング/ナイトフライヤー( アメリカ合衆国)
  - 鉄と鉛 STEEL & LEAD ( 日本)
  - 電話でアモーレ ( スペイン)
  - NY検事局 ( アメリカ合衆国)
  - 遥か、西夏へ ( 中国)
  - フェイク( アメリカ合衆国)
  - フリーズ/地獄の相続人 ( フランス/ イタリア/ イギリス)
  - ポネット ( フランス)
  - モハメド・アリ かけがえのない日々 ( アメリカ合衆国)
  - ワイルドバンチ/オリジナル・ディレクターズ・カット ( アメリカ合衆国)
- 21日
  - 離婚の後に ( 中国)
- 22日
  - いちばん美しい年齢 ( フランス)
  - 英国万歳! ( イギリス/ アメリカ合衆国)
  - 男はつらいよ 寅次郎ハイビスカスの花　特別篇 ( 日本)
  - CLOSING TIME クロージング・タイム ( 日本)
  - 新サラリーマン専科 ( 日本)
  - 青春シンドローム ( フランス)
  - ナージャの村 ( 日本)
  - ファイナル・ロック ( アメリカ合衆国)
  - プライベート・パーツ ( アメリカ合衆国)
  - マグニチュード 明日への架け橋 ( 日本)
  - まむしの兄弟 ( 日本)
- 29日
  - アンダーワールド ( アメリカ合衆国)
  - エアフォース・ワン ( アメリカ合衆国)
  - タオの月 ( 日本)
  - 張り込み ( 中国)
  - ブラッド&ワイン ( アメリカ合衆国)
  - ブル・ブラスト ( アメリカ合衆国)
  - プレッシャー/壊れた男 ( アメリカ合衆国)
  - マネークラッシュ ( アメリカ合衆国)

### 12月
- 3日
  - ロンドンの月 ( 中国)
- 6日
  - メン・イン・ブラック( アメリカ合衆国)
  - オーメン18エンジェル( アメリカ合衆国)
  - ボンデージ・ゲーム ( イギリス)
  - いちばん美しい年令 ( フランス)
  - 肉の鑞人形 ( イタリア)
- 9日
  - 朱家の悲劇 ( 中国)
- 13日
  - セブン・イヤーズ・イン・チベット( アメリカ合衆国)
  - ノーマ・ジーンとマリリン ( アメリカ合衆国)
  - 死にたいほどの夜 ( アメリカ合衆国)
  - スペース・トラッカー ( アメリカ合衆国)
  - ロザンナのために ( アメリカ合衆国/ イタリア)
  - フル・モンティ ( イギリス)
  - タンゴ・レッスン ( イギリス/ フランス)
  - クリスマスに雪はふるの? ( フランス)
  - ラヴィアン・ローズ ( フランス/ ロシア)
  - 阿片戦争 ( 中国)
  - 火の鳥 ( 中国)
  - kitchen キッチン ( 香港/ 日本)
  - モスラ2 海底の大決戦( 日本)
  - 金田一少年の事件簿 上海魚人伝説( 日本)
- 20日
  - タイタニック( アメリカ合衆国)
  - スリング・ブレイド ( アメリカ合衆国)
  - ハッピィブルー ( アメリカ合衆国)
  - リック ( アメリカ合衆国/ カナダ/ ユーゴスラビア)
  - キャリア・ガールズ ( イギリス)
  - ブラス! ( イギリス)
  - 恋人たちのポートレイト ( フランス)
  - 私家版 ( フランス)
  - 北京原人 Who are you?( 日本)
  - 冷たい血 AN OBSESSION ( 日本)
  - ちんなねえ BORN TO BE BABY ( 日本)
  - るろうに剣心 -明治剣客浪漫譚- 維新志士への鎮魂歌( 日本・アニメ)
- 27日
  - のら猫の日記 ( アメリカ合衆国)
  - ジャガー ( フランス)
  - CUREキュア( 日本)
  - 虹をつかむ男 南国奮斗篇( 日本)
  - 売春暴力団( 日本)